# Франко Ісраель
Франко Ісраель Вібмер (ісп. Franco Israel Wibmer, нар. 22 квітня 2000, Нуева-Ельвесія, Уругвай) — уругвайський футболіст, воротар португальського клубу «Спортінг» та національної збірної Уругваю.

## Ігрова кар'єра

### Клубна
У 2016 році Франко Ісраель приєднався до молодіжної команди столичного уругвайського клубу «Насьйональ». Своєю грою він вразив європейських селекціонерів і через два роки воротар перебрався до молодіжного складу туринського «Ювентуса», з яким підписав п'ятирічний контракт. Але через велику конкуренції в основі виступав за дублюючий складі у Серії С. При цьому кілька разів Ісраель отримував виклик до першої команди резервним воротарем.
У липні 2022 року Ісраель перейшов до португальського «Спортінга», з яким підписав контракт на п'ять років. Офіційний дебют воротаря у новій команді відбувся 4 жовтня 2022 року у матчі Ліги чемпіонів проти французького «Марселя», коли Ісраель вийшов на заміну після вилучення основного воротаря португальців. Через тиждень у матчі - відповіді проти «Марселя» Ісраель вийшов у стартовому складі.

### Збірна
У 2019 році у складі молодіжної збірної Уругваю Франко Ісраель брав участь у молодіжному чемпіонаті світу в Польщі.
15 червня 2023 року у товариському матчі проти команди Нікарагуа Ісраель дебютував у національній збірній Уругваю.

## Досягнення
Спортінг
- Чемпіон Португалії: 2023-24, 2024-25
- Володар Кубка Португалії: 2024-25

Збірна Уругваю (U-20)
- Бронзовий призер молодіжного чемпіонату Південної Америки: 2019

Збірна Уругваю
- Бронзовий призер Кубка Америки: 2024[11]

## Особисте життя
Франко Ісраель народився в Уругваї в родині німецьких переселенців. У ранньому віці займався баскетболом і футболом але остаточно зробив вибір на користь останнього. Має також паспорт громадянина Італії.